# Phyllopezus diamantino
Phyllopezus diamantino — вид геконоподібних ящірок родини Phyllodactylidae. Ендемік Бразилії. Описаний у 2022 році.

## Поширення і екологія
Phyllopezus diamantino відомі з типової місцевості в гірському масиві Сінкура, в хребті Чапада-Діамантіна в бразильському штаті Баїя, на висоті 935 м над рівнем моря. Вони живуть у високогірних заростях кампос-рупестрес, в тріщинах серед скель та на стовбурах дерев і чагарників. Ведуть нічний спосіб життя. 